# John Ross (Footballspieler)
John Ross III (* 27. November 1995 in Long Beach, Kalifornien) ist ein US-amerikanischer American-Football-Spieler. Er spielt auf der Position des Wide Receivers in der National Football League (NFL). Im NFL Draft 2017 wurde Ross in der ersten Runde von den Cincinnati Bengals ausgewählt. Anfang 2023 unterschrieb er einen Vertrag bei den Kansas City Chiefs, verkündete aber im Juli 2023 sein sofortiges Karriereende. 2024 versuchte er ein Comeback bei den Philadelphia Eagles.

## College
John Ross war vier Jahre an der University of Washington aktiv und spielte für das Team der Washington Huskies. Die ersten beiden Jahre am College spielte Ross jeweils 13 Spiele für sein Team. Er erreichte in seinen ersten beiden Jahren zusammen 579 Yards und 5 Touchdowns im Passspiel. Aufmerksam auf sich machte Ross aber vor allem durch seine überdurchschnittlichen Leistungen als Kick Returner. In seiner Sophomoresaison am College erlief Ross die meisten Return-Yards in der Pacific-12 Conference in der Saison 2014. Neben starken 938 Yards im Kick Return erreichte Ross auch noch 2 Return-Touchdowns in derselben Saison. Zusammen mit Trevor Davis und Adoree’ Jackson erlief er damit die meisten Kickoff Return Touchdowns in der Conference 2014. In der Saison 2015 konnte Ross aufgrund einer Knieverletzung kein einziges Spiel absolvieren. Deswegen blieb er noch ein weiteres Jahr am College. Im letzten Jahr am College schaffte John Ross seinen Durchbruch als Wide Receiver. In 14 Spielen erreichte er 1.150 Yards und 17 Touchdowns als Passempfänger. Für die Leistungen in seinem letzten Jahr für die Huskies wurde Ross in das First-Team der Pac-12-Conference gewählt.

## NFL

### NFL Combine
Beim 40-Yard-Dash des NFL Combines 2017 lief John Ross mit 4,22 Sekunden die bis dahin schnellste Zeit in der Geschichte des Combines. Damit brach Ross auch den neun Jahre alten Rekord von Chris Johnson. Der Rekord wurde 2024 von Wide Receiver Xavier Worthy gebrochen (4,21 Sekunden).

### Cincinnati Bengals
Bei dem NFL Draft 2017 wurde Ross in der ersten Runde als insgesamt 9. von den Cincinnati Bengals ausgewählt. Nach Corey Davis und Mike Williams war John Ross somit der dritte Wide Receiver, der im Jahr 2017 gedraftet wurde. Er unterschrieb am 7. Mai 2017 seinen Rookie-Vertrag bei den Bengals. Er erhielt einen Vierjahresvertrag in der Höhe von 17,1 Millionen US-Dollar. Ross debütierte in der 2. Woche der Saison 2017 beim Spiel gegen die Houston Texans. Insgesamt stand Ross in seiner ersten Profisaison aufgrund von Verletzungen nur bei 17 Snaps, verteilt auf 3 Spieleinsätze, auf dem Spielfeld. Hierbei konnte er keinen einzigen Passfang für sich verbuchen. Statistisch in das Geschehen griff er nur bei seinem Debüt mit einem 12-Yards-Lauf ein, allerdings fumblete er den Ball am Ende des Spielzuges und sorgte somit für einen Turnover. Anfang Dezember wurde er von den Bengals auf die Injured Reserve List gesetzt. Die zweite NFL-Saison (2018) begann für Ross erfolgreicher, bereits im ersten Spiel der Saison gegen die Indianapolis Colts konnte er einen Pass über 3 Yards fangen und erzielte mit diesem auch einen Touchdown. In der vierten Woche bei dem Sieg über die Falcons sorgte Ross mit einem 39-Yards-Touchdown für ein Highlight im Spiel. Mit 210 Yards in 13 Spielen blieb Ross auch in seiner zweiten NFL-Saison hinter den Erwartungen zurück. Allerdings konnte er sich mit 7 Touchdowns als sicheres Ziel für Andy Dalton in der Endzone beweisen. In seine dritte Saison (2019) startete Ross furios. Bereits nach 2 Spielen hatte er mit 270 Yards Raumgewinn mehr Yards für sein Team erzielt als in der gesamten Saison zuvor. Zusätzlich fing er in den beiden Spielen noch 3 Touchdowns. In Woche 4 kam dann allerdings der nächste Rückschlag für Ross, er verletzte sich erneut und wurde von den Bengals anschließend auf die Injured Reserve List gesetzt. Anschließend spielte er noch die letzten 4 Spiele der Saison, konnte in diesen aber keinen weiteren Touchdown für sein Team erzielen. Schlussendlich beendete Ross seine dritte Spielzeit in der NFL mit 506 Yards Raumgewinn und 3 Touchdowns. In seiner vierten Spielzeit  schaffte er es nur auf 2 Receptions für 17 Yards in drei Partien. Sein auslaufender Vertrag wurde in der Offseason 2021 nicht verlängert.

### New York Giants
Daraufhin unterschrieb er einen Einjahresvertrag für 2,5 Millionen US-Dollar bei den New York Giants. In dieser Saison fing Ross elf Pässe für 224 Yards Raumgewinn sowie einen Touchdown-Pass.

### Kansas City Chiefs
Nachdem er die Saison 2022 verletzungsbedingt ausgesetzt hatte, unterschrieb er im Januar 2023 einen Reserve/Future-Vertrag bei den Kansas City Chiefs. Im Juli 2023, wenige Tage nach Beginn des Trainingscamps für die NFL-Saison 2023, verkündete Ross sein sofortiges Karriereende.

### Philadelphia Eagles
Ross entschloss sich Ende 2023 dazu, seine Karriere doch fortsetzen zu wollen, und schloss sich daher 2024 den Philadelphia Eagles an. Dort wurde er Ende August 2024 im Rahmen der Kaderverkleinerung auf 53 Spieler zunächst entlassen. Vor dem 3. Saisonspiel gegen die Tampa Bay Buccaneers verpflichteten die Eagles ihn am 24. September 2024 für den Practice Squad, entließen ihn nach einer erneuten Verletzung am 3. Dezember 2024 aber wieder.